# Lago Alberto (Australia del Sur)
El lago Alberto  (del inglés: Lake Albert) es un lago australiano de agua dulce localizado cerca de la boca del río Murray, en Australia del Sur. Sus aguas provienen del lago Alexandrina por su boca cercana a Narrung. Está separado por la península Narrung, en el sur, del salado lago Coorong. La única localidad grande cerca del lago es Meningie.
Dado que no tiene ríos tributarios de gran tamaño y a su enorme tasa de evaporación, el lago Alberto es mucho más salado que el lago Alexandrina.
- Datos: Q1584088
- Multimedia: Lake Albert (South Australia) / Q1584088